# Far Cry
Far Cry je FPS (pucačina iz prve osobe) računalna igra koju je stvori Crytek. Igru je razvio Crytek, te je puštena u prodaju 2004. godine pod okriljem Ubisoft izdavačke kuće. Igra je bazirana na vlastitom engineu, zvanom Cryengine. Igra je bila prvotno namijenjena eksluzivno za PC platformu.

## Priča
Priča u Far Cry-u nas stavlja u uloga Jack Carvera, osobe koju je unamjmila Valeri, novinarka koja je trebala istražiti čudna događanja na tom otoku. Nakon što su krenuli na put, Jackov brod uništavaju plaćenici na otoku Dr. Kriegera, koji na tom otoku provodi genetska istraživanja. Jack se uspjeva izvući, no od tada nema ni traga za Valeriom. Ubrzo nakon bjega, Jack se susreće s radiom/PDA na kojem mu se obbraća Doyle. Uz pomoć Doylea, Jack saznaje da je otok u vlasništvu Dr. Kriegera koji na tom  otoku provodi genestka istraživanja i modifikacije na ljudima. Nakon što Jack konačno uz pomoć Doylea hvata korak s Valeriom, oni se razdvoje kako bi bolje istražili otok. Pred sami kraj igre, Doyle uspjeva navući Jack-a i Valeria da uzmu navodni protuotrov kako bi se zaštitli prije ulaska u bazu. No, taj protuotrov je ustvari bio otrov, nakon čega Jack i Valerie bivaju zaraženi. Jack se uputi prema bazi, te ubija Dr. Kriegera, koji je se u međuvremenu se sam zarazio, te postao mutant. Nakon što pobjedi Kriegera, zaputi se u bazu Doylea. Jack, nakon što uspjeva doći do Doylea, i ubiti ga, pronalazi lijek za sebe i Valerie, te odlazi iz Volcana koji eksplodira nakon toga. Nakon bjega iz Volcana, Jack usjpeva izliječiti sebe i Valerie, te donosi Valerij svu dokumentaciju zvanu "Far Cry project Mutant".

## Multiplayer
Multiplayer komponenta ove igre sadrži tri moda igranja: Deathmatch, Team Deatchmatch (isto što i Deathmatch, ali podjeljeno u dva tima, dakle tim protiv tima), te Assault mod u kojem morate obraniti područje prije eksplodiranja bombe.Također je i prva Far Cry igra koja je bila online

## Tehnička strana
Far Cry se bazira na vlastitom, CRYENGINE game engineu, engineu koji je razvijen iz X-Isle GeForce 3 Benchmarka. Engine je ponudio vrlo veliku mogućnost kretanja (slično kao u Operation Flashpoint igri), naprednu upotrebu shadera (DirectX 9.0/SM 2.0) te prikaza vode, ljudi i naprednu umjetnu inteligenciju. Cjeli teritorij igre je u potpunosti dostupan i nelinearan bez potrebe za učitavanjem. 
1.3 Patch je uveo upotrebu Shader Model 3.0 te HDRL (High Dynamic Range Lighting) tehnologije.